# Самозвери
«Самозвери» (фр. Animaux à mimer) — сборник стихотворений и литературно-художественный альбом Сергея Третьякова с фотоиллюстрациями Александра Родченко и его жены Варвары Степановой. Впервые издан отдельной книгой во Франции в 2010 году, хотя задуман был ещё в 1920-е годы.

## История создания
Текст книги впервые опубликован в 1926 году в 22 и 23 номерах журнала «Пионер» с иллюстрациями Бориса Покровского. Сергей Третьяков предложил создать иллюстрации для книги Александру Родченко, хорошо знакомого ему по объединению ЛЕФ. Последний получив предложение поработать над книгой, привлек к её созданию свою жену, вместе с которой они решили опробовать свой опыт в дизайне и фотографии для создания детских книг. О предстоящем выходе книги сообщалось в 1927 в журнале «Новый ЛЕФ». Однако выпуск книги так и не состоялся; одной из причин была высокая стоимость печати фотографий.

## Этимология названия
Самозвери — «иронично-авангардистский термин», обозначающий героев произведения, изображающих зверей при помощи подручных средств.

## Содержание
В книге рассказывается о детях, играющих в зоопарк. Отдельные стихи показывают, как дети изображают тех или иных животных с помощью подручных средств.

## Художественные особенности
Варвара Степанова изготавливала по чертежам мужа бумажные игрушки (людей, зверей и др.), состоящие из простых геометрических фигур. Предполагалось, что подобные игрушки читатели смогут изготовить самостоятельно. Затем Александр Родченко составлял композиции на сюжеты стихотворений и фотографировал их, экспериментируя с освещением. В анонсе в журнале «Новый ЛЕФ», иллюстрации названы «фотомультипликационными».
Обозреватель журнала «Коммерсантъ-Weekend» Игорь Гулин называет сюжет книги «совершенно конструктивистским», отмечая, что в центре его лежит «творческое овладение миром, превосходство человеческой воли над условиями».

## Критика
Критики отмечают, что «Самозвери» стали одним из знаковых произведений в истории графического дизайна фотографии, символом русского авангарда, опередившим время.
Игорь Гулин в своем обзоре издания 2014 года отмечает: «бумажные человечки Родченко и Степановой оказывают гипнотическое воздействие»; Кирилл Захаров считает, что книга «удивительная, более того, производит немного странное „иностранное“ впечатление».

## Издания
Первое издание книги вышло в свет во Франции, в издательстве «MeMo» в 2010 году, в переводе Валери Рузо при участии Одиль Белькеддар. Книга содержала чертежи, по которым можно было сделать некоторых персонажей самостоятельно. Иллюстрации изготовлены при помощи оригинальных негативов, с разрешения внука Александра Родченко Александра Лаврентьева. Книга получила приз в номинации «Лучшая детская книга» на выставке FILAF в Перпиньяне в 2011 году.
- Serge Tretiakov, Alexandre Rodtchenko. Animaux à mimer (фр.) / traduit par Valérie Rouzeau avec la collaboration d’Odile Belkeddar. postface d’Bdile Belkeddar. — MeMo, 2010. — P. 48. — (La Collection des Trois Ourses).

В России книга выпущена в 2014 году в издательстве Карьера Пресс с оригинальным текстом и иллюстрациями и французским переводом, а также послесловиями Ольги Мяэотс и Александра Лаврентьева об истории создания книги.
- Третьяков Сергей. Самозвери / илл. Александр Родченко. — Москва: Карьера Пресс, 2014. — 40 с. — 3000 экз. — ISBN 978-5-904946-94-4.

### Другие издания
В 1980 году в Германии издателем Вальтером Кёнигом была выпущена книга, содержащая отдельно текст и иллюстрации.
- Alexander Rodčenko, Sergei Tret'jakov. Rodčenko A. M., Tret’jakov S. M., Samozveri - Selbst Gemachte Tiere (нем.) / Herausgeber , Gestaltung, Kommentar : Werner Fütterer, Hubertus Gaßner. — Hamburg – Köln: Verlag der Buchhandlung Walther Konig, 1980. — P. 52.

В 2021 году в рамках творческого проекта, посвященного наследию представителей конструктивизма «Художники-изобретатели: Родченко и Степанова», в издательстве «Жизнь и мысль» вышел комплект, состоящий из двух книг и тетради с выкройками: «Художники-изобретатели: Родченко и Степанова», авторы Лаврентьев А. Н. и Лаврентьева Е. А., «Самозвери», под редакцией Лаврентьев А. Н. и Лаврентьева Е. А. и «Самозвери. Выкройки».
- Лаврентьев А. Н., Лаврентьева Е. А. Художники-изобретатели: Родченко и Степанова. — М.: Жизнь и мысль, 2021. — 96 с. — ISBN 978-5-8455-0201-8.
- Родченко Александр, Третьяков Сергей, Степанова Варвара. Самозвери / сост. Лаврентьев А. Н., Лаврентьева Е. А.. — М.: Жизнь и мысль, 2021. — 72 с. — ISBN 978-5-8455-0202-5.
- Самозвери : своими руками : выкройки. — М.: Жизнь и мысль, 2021. — 12 с. — ISBN 978-5-8455-0203-2.

## Экранизации
- «Самозвери Родченко» — анимационный фильм 2011 года, идея и сценарий — Михаил Карасик, анимация — Тарас Сгибнев[7].